# Intel Xeon (Kaby Lake)
Die Intel-Xeon-Serie auf Basis der Intel-Kaby-Lake-Mikroarchitektur ist eine Familie von 64-Bit-Mikroprozessoren für Server und Workstations von Intel. Diese Mehrkernprozessoren mit bisher vier Cores stellen die Nachfolger der Intel-Skylake-Mikroarchitektur-basierten Broadwell-Prozessoren der Intel-Xeon-Familie dar.
Die Xeons der Kaby-Lake-Generation werden zum Ersterscheinungsdatum im März 2017 nur in der Einsockel-Workstationvariante, genannt E3-v6 verkauft. Damit verkauft Intel zeitgleich Xeon-E3-Prozessoren von drei Generationen (siehe, E3-v4, E3-v5 und E3-v6 haben den Status "Launched", werden also noch verkauft) und weicht von seiner „Tick-Tock“ genannten Entwicklungsstrategie ab. Kaby Lake stellt weder einen „Tick“ (Strukturverkleinerung durch neuen Fertigungsprozess) noch einen „Tock“ (Weiterentwicklung der Mikroarchitektur) dar, sondern eine "Optimierung" innerhalb der 14-nm-Fertigungsprozess-Generationen:
- Intel-Broadwell-Mikroarchitektur: letzter "Tick" auf 14-nm-Fertigungsprozess
- Intel-Skylake-Mikroarchitektur: letzter "Tock" innerhalb 14-nm-Fertigungsprozesse

Diese Modelle unterscheiden sich von den Core-CPUs der Kaby-Lake-Generation (siehe Liste der Intel-Core-i-Prozessoren) hauptsächlich durch die Unterstützung von ECC-Hauptspeicher und entsprechen ansonsten den Core-i7-7xxx-Varianten.

## Modellparameter
Es existiert eine Vielzahl von Modellen. Die Haupt-Parameter sind:
- Die erste Ziffer des vierstelligen Produktcodes gibt an, wie viele Prozessoren dieses Typs auf einer Hauptplatine parallel genutzt werden können (Anzahl der Sockel im Gegensatz zu Anzahl Cores).
- Taktfrequenz (geht direkt in die Single-Task-Leistung ein und ist für viele Programme leistungsbestimmend)
- 3rd-Level-Cachegröße (erhöht den Datendurchsatz)
- Anzahl Cores (erhöht die Anzahl der gleichzeitig bearbeitbaren Tasks)
- Thermal Design Power: Verlustleistung, begrenzt den Einsatzzweck, je höher, desto größer müssen Kühlsystem und Spannungsversorgung dimensioniert sein, geht mit der Taktfrequenz, der Anzahl der Cores und der Größe des Caches in die Höhe. Die Modelle mit einem L hinter dem 4-stelligen Produktcode sind Low-Power-Versionen mit geringerem Energieverbrauch für Microserver.
- integrierte GPU: nur für Workstations mit geringer 3D-Grafikleistung interessant (siehe auch Intel HD Graphics)

## E3-Modelle
Wie auch in der Skylake-Generation für Xeons sind Varianten (E3-15xx v6) für sogenannte Mobile Workstations (Mobilrechner) mit dem Lötsockel BGA1440 gelistet.
Intel verzichtet aber bei der E3-v6-Generation auf die Integration der "Iris Pro"-Prozessorgrafik, die eine deutlich höhere Leistungsfähigkeit als die HD Graphics P630 hat. 
Als Chipsatz für die Mobilversionen E3-15xx wird der Platform Control Hub CM238 angegeben. Für die Workstationversionen E3-12xx werden die Chipsätze C232 und C236 angegeben, diese Prozessoren sind damit sockel-kompatibel mit ihren Vorgängern aus der Skylake-Generation.
Die Verbindung von Chipsatz zur CPU bildet ein DMI, welches hier in der Version 3.0 mit 8 GT/s pro Lane und 4 Lanes auf 4 GB/sec Übertragungsleistung kommt.
| Produkt- name | L3-Cache | Taktfrequenz | Taktfrequenz | Release | Cores | TDP  | Processor Graphics |
| Produkt- name | L3-Cache | Max. Turbo   | Base         | Release | Cores | TDP  | Processor Graphics |
| ------------- | -------- | ------------ | ------------ | ------- | ----- | ---- | ------------------ |
| E3-1505M v6   | 08 MB    | 4,00 GHz     | 3,00 GHz     | Q1'17   | 04    | 45 W | HD Graphics P630   |
| E3-1535M v6   | 08 MB    | 4,20 GHz     | 3,10 GHz     | Q1'17   | 04    | 45 W | HD Graphics P630   |
| E3-1505L v6   | 08 MB    | 3,00 GHz     | 2,20 GHz     | Q1'17   | 04    | 25 W | HD Graphics P630   |
| E3-1275 v6    | 08 MB    | 4,20 GHz     | 3,80 GHz     | Q1'17   | 04    | 73 W | HD Graphics P630   |
| E3-1245 v6    | 08 MB    | 4,10 GHz     | 3,70 GHz     | Q1'17   | 04    | 73 W | HD Graphics P630   |
| E3-1225 v6    | 08 MB    | 3,70 GHz     | 3,30 GHz     | Q1'17   | 04    | 73 W | HD Graphics P630   |
| E3-1280 v6    | 08 MB    | 4,20 GHz     | 3,90 GHz     | Q1'17   | 04    | 72 W | keine              |
| E3-1270 v6    | 08 MB    | 4,20 GHz     | 3,80 GHz     | Q1'17   | 04    | 72 W | keine              |
| E3-1240 v6    | 08 MB    | 4,10 GHz     | 3,70 GHz     | Q1'17   | 04    | 72 W | keine              |
| E3-1230 v6    | 08 MB    | 3,90 GHz     | 3,50 GHz     | Q1'17   | 04    | 72 W | keine              |
| E3-1220 v6    | 08 MB    | 3,50 GHz     | 3,00 GHz     | Q1'17   | 04    | 72 W | keine              |